# VII Festival Internacional de la Canción de Viña del Mar
El VII Festival Internacional de la Canción de Viña del Mar, o simplemente Festival de Viña del Mar 1966, se realizó del 11 al 21 de febrero de 1966, durante 11 jornadas en el anfiteatro de la Quinta Vergara, en Viña del Mar, Chile. Fue animado por Ricardo García, Raúl Matas, Heraldo García y Luis Capriles.
En esta versión se instala un nuevo sistema de iluminación y más graderías se agregan al anfiteatro de la Quinta Vergara.

## Artistas invitados
- Dúo Dinámico
- Ennio Sangiusto
- Ferran Alabert
- Jorge Romero (humorista)
- Los Caporales[1]
- Los Flamingos Mexicanos (humor)
- Los Huasos Quincheros

## Relevancia histórica
- Uno de los objetivos de esta edición fue buscar concretar la hermandad musical hispano-chilena, ya que el ganador del género popular iría a España; para eso los organizadores del evento invitan al alcalde de la ciudad de Benidorm, Alicante don Pedro Zaragoza Orts, y al ganador del Festival Internacional de la Canción de Benidorm de 1965,  Federico Cabo.
- Es mucho el interés de los artistas nacionales enviando sus temas al festival buscando estar entre los 20 finalistas del certamen.
- Esta fue la primera vez que no solo el jurado de la Quinta Vergara eligieran a la canción ganadora, sino también el público presente en cada jornada y los jurados locales en doce zonas del país, quienes escuchan las canciones de la competencia a través de la transmisión nacional de la Radio Minería.
- Este año el galán del momento de las fanáticas femeninas es el intérprete Carlos Contreras, por lo que es acosado por ellas en su paso por el festival.

## Competencias
Internacional
- 1.er lugar: «Por creer en ti» de Marco Aurelio[2] y Jaime Atria,[3] interpretada por Isabel Adams.
- 2.º lugar: «Tu nombre».
- 3.er lugar: «El sauce».
- Mejor intérprete:  Chile, Isabel Adams.

Folclórica
- 1.er lugar: «La burrerita» del iquiqueño Sofanor Tobar,[4] interpretada por Los Paulos.
- 2.º lugar: «A la noche».
- 3.er lugar: «La enredadera».